# Famille Borozdine
Pour les articles homonymes, voir Borozdine.

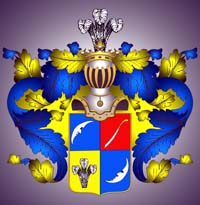
Armoiries de la famille Borozdine

La famille Borodzine (en langue russe : Borozdin - Бороздин) est une famille de la noblesse russe, de la même origine que la famille Kachintsovy - Кашинцовы. Leur ancêtre Iouria Lozynitcha originaire de la Volynie arriva en Russie en 1327. Son arrière-petit-fils Ivan porta le surnom de Borozdine, vers le XVIe siècle, ses descendants continuèrent à porter ce nom.
Les membres connus de la famille Borozdine :

## Borozdin
- Andreï Mikhaïlovitch Borozdine : (?-1838), Sénateur, lieutenant-général, époux de Sophia Lvovna Davydova.
- Mikhaïl Mikhaïlovitch Borozdine : (1767-1837), commandant de l'Armée impériale de Russie, lieutenant-général d'infanterie, commandant de la ville de Vilna, gouverneur militaire de Kiev ;
- Nikolaï Mikhaïlovitch Borozdine : (1777-1830), général de cavalerie, adjudant-général de l'Armée impériale de Russie, frère du précédent;
- Alexandre Nikolaïevitch Borozdine : Conseiller d'État, fils du précédent;
- Bogdan Petrovitch Borozdine : (1626-1727), il s'illustra lors des campagnes militaires contre les Tatars de Crimée et les Suédois;
- Kornilov Bogdanovitch Borozdine : (1708-1773), fils du précédent;
- Vassili Kornilovitch Borozdine : (1744-1805), major-général d'artillerie, il se distingua lors de la Guerre de Sept Ans, en outre, en 1799, il participa à l'expédition militaire russe en Suisse, fils du précédent;
- Ivan Petrovitch Borozdine : (1878-1937), Victime de la répression soviétique, ordonné diacre, archiprêtre, il fut emprisonné puis fusillé en 1937, sa dépouille fut jetée dans la fosse commune de Boutovo située près de la ville de Moscou;
- Ilia Nikolaïevitch Borozdine : (1883-), Historien russe;
- Konstantin Matveevitch Borozdine : (1781-1848), archéologue, historien russe, membre du Conseil privé (1833), sénateur;
- Kornilov Alexandrovitch Borozdine : (1828-1896), écrivain et mémorialiste russe;
- Kornilov Bogdanovitch Borozdine : (1708-1733), commandant en chef d'artillerie, il fut impliqué dans la Guerre russo-turque de 1735-1739 et la Guerre de Sept Ans ;
- Vassili Kornilovitch Borozdine : (1744-1805), fils du précédent;
- Ivan Kornilovitch Borozdine : capitaine, il servit dans l'artillerie, frère du précédent;
- Matveï Kornilovitch Borozdine : (1753-1817), il fit sa carrière militaire dans l'artillerie, admis au Conseil privé, sénateur, frère du précédent.

## Borozdina
- Maria Andreïevna Borozdina : (?-1849), en 1825, elle épouse le décembriste Iosif Viktorovitch Poggio. En 1834, le mariage fut dissous, Maria Andreïevna Borozdina épousa le prince Alexandre Ivanovitch Gagarine (1801-1857), fille d'Andreï Mikhaïlovitch Borozdine;
- Iekaterina Andreïevna Borozdina : en 1825, elle épousa le Décembriste V. Likharev (1803-1840), elle ne suivit pas son époux exilé en Sibérie, en 1836, elle épousa Lev Chostak, sœur de la précédente.